# オスカル・モンテリウス

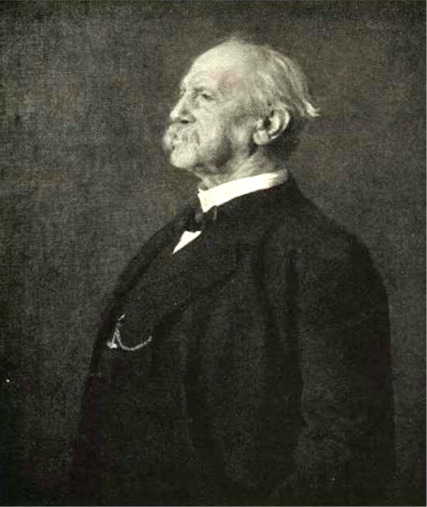
オスカル・モンテリウス（1913年撮影）

グスタフ・オスカル・アウグスティン・モンテリウス（英語: Oscar Montelius, スウェーデン語: Gustaf Oscar Augustin Montelius、1843年9月9日-1921年11月4日）は、スウェーデンの考古学者。考古資料の編年と相対年代の決定に大きな足跡をのこし、特に、その方法論としての型式学的研究法の提唱は世界的に大きな影響をあたえた。

## 人物略歴
1843年9月9日、スウェーデン王国の首都ストックホルムに生まれた。幼いころから人類学・先史考古学を志したといわれる。北欧有数の大学であるウプサラ大学を卒業。同大学では歴史学を学んだ。1863年以降、ストックホルムに所在するスウェーデン国立歴史博物館に助手として雇われ、ここでも学んでいる。1869年、母校ウプサラ大学で博士号を取得、1871年、有名な慈善家となるアグダ（sv）と結婚、同年、国立歴史博物館の博物館員となった。若いモンテリウスは、1870年に開始されたハインリヒ・シュリーマンによるトロイア（イリオス遺跡）の発掘調査の話に魅了されたという。1880年にはスウェーデン国立歴史博物館の教授に昇進した。

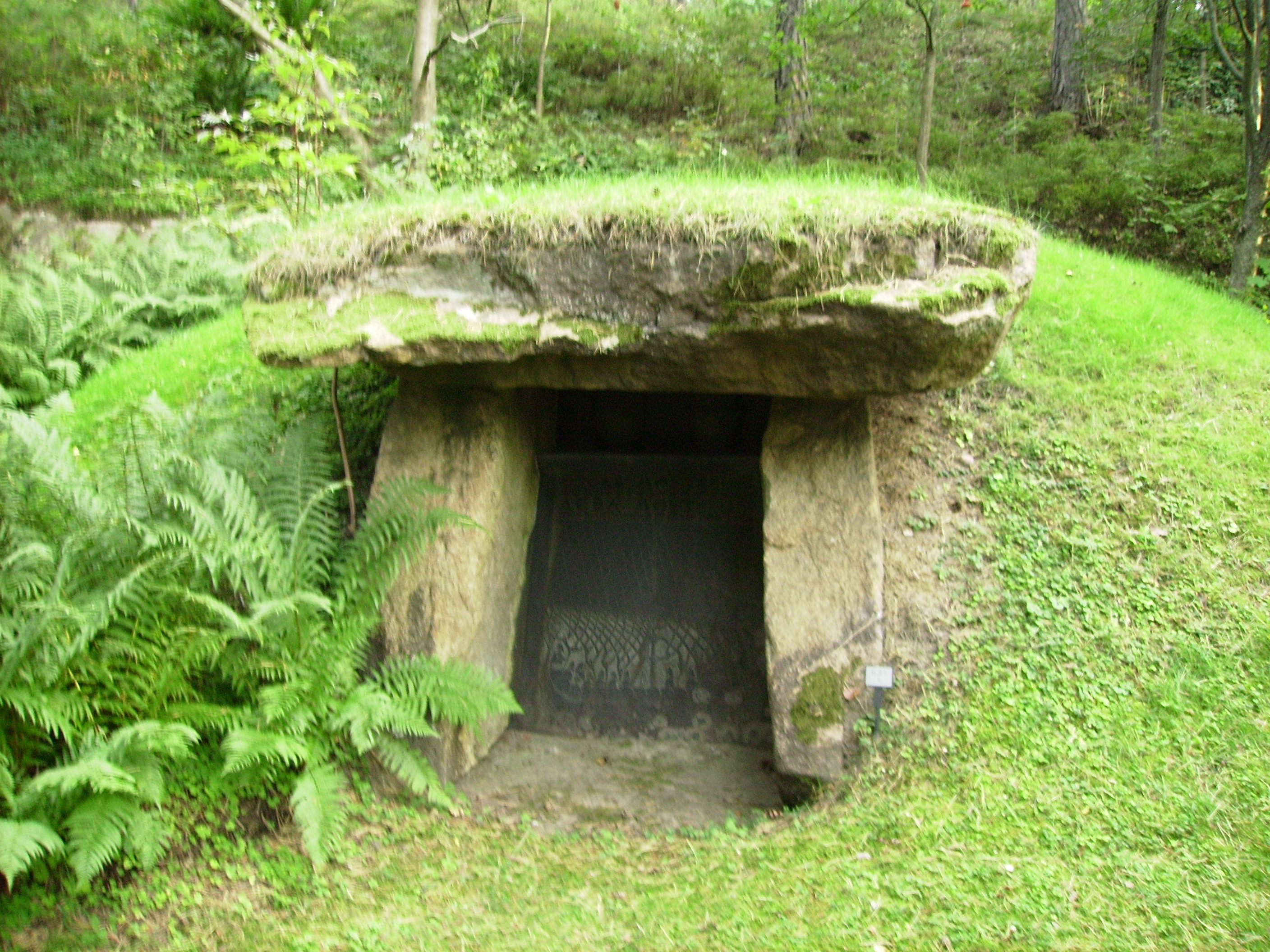
モンテリウスの墓

1907年、国立歴史博物館の館長に昇進すると同時に国家古物管理官に任じられ、スウェーデンの文化財の保存や研究に大きな功績をのこした。1913年、両職を引退。その後は1917年から21年までスウェーデン・アカデミー会員（第18席）の地位にあった。なお、ロシア帝国の歴史家でイギリス（のちアメリカ合衆国）に亡命したミハイル・ロストフツェフとは親交があり、ロシア革命勃発に際してはロストツェフを援助している。
1921年11月4日、ストックホルムで死去。ストックホルム北墓地に眠る。

## 業績
トロイアの発掘に大きな刺激を受けたモンテリウスは、青銅器時代と鉄器時代を中心に研究をすすめた。ヨーロッパの青銅器文化の編年と実年代の確立に傾注し、なかでもイタリア半島における留め針の発達史に関する研究は有名である。
1870年代、モンテリウスと国立歴史博物館の同僚ハンス・ヒルデブラントは型式学的研究法（Typological Method）を相次いで発表した。型式学的研究法とは、考古学における研究法のひとつで、考古資料とくに遺物の形態・材料・技法・装飾などの諸特徴によって分類された型式（type）を、年代的な変遷をたどって、地域的な相互比較をおこなって、その遺物（型式）の時間的ないし分布上の位置関係、さらに型式相互の関係性を明らかにしていく方法であり、19世紀中葉にチャールズ・ダーウィンの唱えた進化論から大きな影響を受けている。
それにしても、人はものを作るときに進化の法則におかれ、その法則に支配されるがままになっていることは、驚くべきことである。思うがままの形を作ることができないほど人間の自由は制限されているのだろうか。
モンテリウスはこのように述べて、人間は、何の制約もなく、勝手気ままにモノを作りだすことは不可能であり、その作品は製作者のおかれている技術的・社会的諸条件から何らかの制約を受け、一定の発展の法則（遺伝・変異・選択）にしたがって変化するという認識を示した。
モンテリウスは、産業革命を経て技術革新の著しい19世紀後半の西欧にあっても、「諸条件からの制約」が確認できる例として、鉄道客車の形態変遷を挙げた。そこにおいて彼は、いわば進化論における生物の痕跡器官に相当するものが、技術史においても確認できるとして、技術が未発達で選択の範囲の少なかった過去にあっては、前代からの影響はいっそう強くのこったであろうと考え、年代変化の系統的把握の可能性を主張した。モンテリウスはまた、系統的な変化の法則を、考古資料の入念な観察を通じて具体的なかたちで示し、遺物を年代順あるいは発展順に並べる方法を完成した。すなわち、北ヨーロッパの青銅器文化における留め針の事例をはじめとして、ヨーロッパからオリエントにおける各種の遺物について、その形態・装飾・製作技術などを比較検討し、その変化をたどることによって、多くの遺物の系譜を明らかにしていったのである。

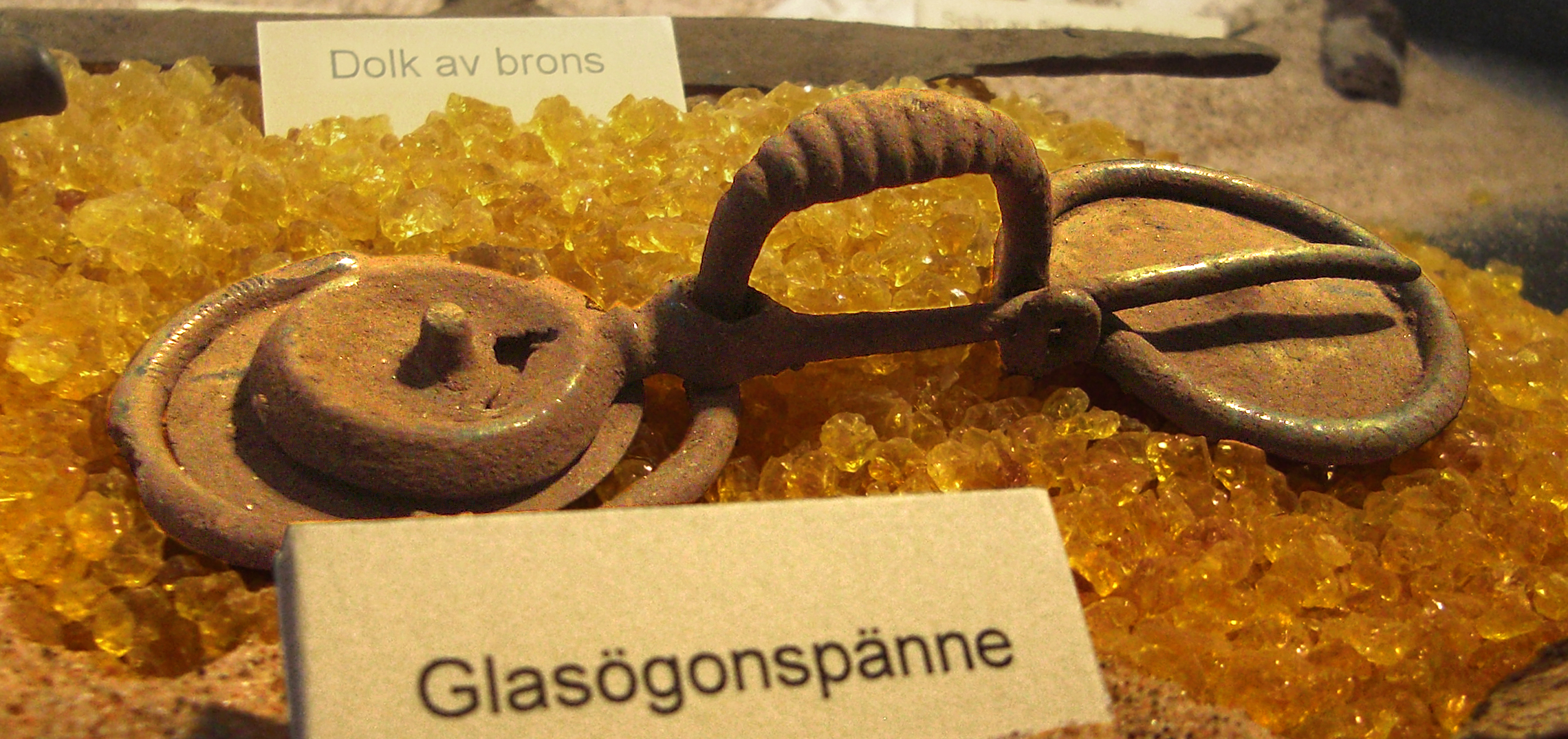
青銅器時代の北欧の留め針（フィブラ）
----モンテリウスの編年によれば北欧III期に属する留め針である。

モンテリウスは、北欧の留め針編年を4期に分け、また、このようにして明らかにしていった遺物の系譜を、「型式の組列（セーリエ）」と名づけた。ただし、彼は「型式の組列」の編成作業はあくまでも仮説の提示作業であるとことわっている。
モンテリウスによれば、遺物の形態変化ばかりではなく、各段階において決まった遺物の組み合わせがあるとし、これを「一括遺物」と称した。そして、「型式の組列」という作業仮説の検証にとって重視すべきなのは「一括遺物」の検討、すなわち、そこにある2つ以上の遺物がどのように共存しているかの検討であるとした。
「型式の組列」の検証方法として、もうひとつ彼が掲げたのは、地質学を応用した、遺跡におけるの層位の確認（層位学的研究法）であった。遺跡における上下の層の時間的な堆積の順序（層序）を明瞭に認識し、型式の組列が層位的な上下の順序で確認されれば、その仮説の正しさが検証されたものとして扱った
。
以上のようにモンテリウスは「型式の組列」を、1.型式の痕跡器官の確認、2.一括遺物の検討、3.遺跡における層位の確認、という3方法により検証することによって、各地域のそれぞれの考古資料の時間的順序に秩序をあたえ、相対年代（相対編年）の確立をはかった。そして、実際にこの手法を厳密に適用することによって、デンマークのクリスチャン・トムセンの三時代区分法における石器時代、青銅器時代、鉄器時代のような大きな時間単位ではなく、より細かな時間単位に遺物を区分できると説き、1880年代には、精力的な遺物観察と出土状況に関する厳格な検討によって、ヨーロッパの青銅器時代を6期に、続いて新石器時代を4期に、鉄器時代を10期にそれぞれ細分した。とくに彼が力を入れたのは、ギリシャおよびイタリアの前古典文化期の編年であった。

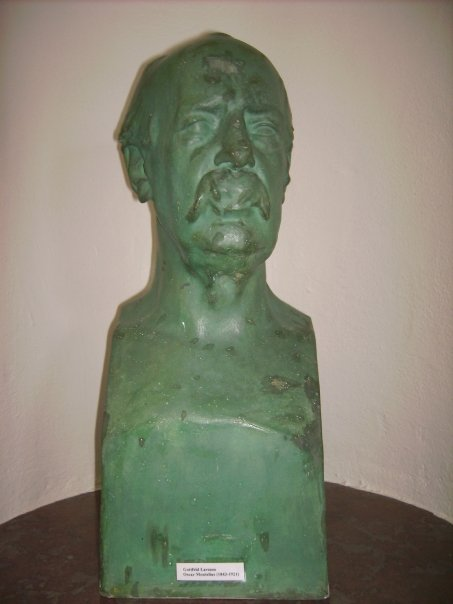
モンテリウス像

モンテリウスの研究方法は「モンテリウス考古学」と称され、考古学研究に科学的な基礎を与えるものと評価された。スウェーデンの考古学者オーベリ（N.Åberg）は、「先史考古学は、この研究法の確立によってはじめて科学になった」と述べている。この方法の採用によって、現代につながる考古学独自の方法論的基礎が確立し、そのいっぽうで初めて文献史学との方法論的区分が可能となって、独立した学問領域をもつことができるようになった。彼は、19世紀末から20世紀初頭にかけての全ヨーロッパにおいて、最も著名で傑出した考古学者であり、「モンテリウス考古学」の影響は時代と地域をこえて、大きく広がった。
モンテリウスの研究法は、彼自身の大きな構想のもとに着手されたものの、没年までにわずか2巻の刊行にとどまった。1903年、そのなかの『オリエントとヨーロッパにおける古代文明期』の第1巻「研究法」が彼自身によってまとめられている。これは、モンテリウス没後の1932年、浜田耕作の翻訳によって『考古学研究法』として紹介され、以後、型式学的研究法は日本考古学研究の基礎的方法論のひとつとなっている。なお、邦訳の序文のなかで浜田は「固より本書中に於ける一々の例証には、今日最早之を改む可き点も多少ある」としながらも、「モンテリウス博士の此の書は、永久に其の価値を失はず、其の学界に於ける功績は（中略）誰人も之を認めずには措かないであろう」との讃辞を送っている。

## 主著
- 『オリエントとヨーロッパにおける古代文明期』
- 『オリエントおよびギリシアにおける青銅器時代』
- 『イタリア先史時代編年』